# Osady eoliczne

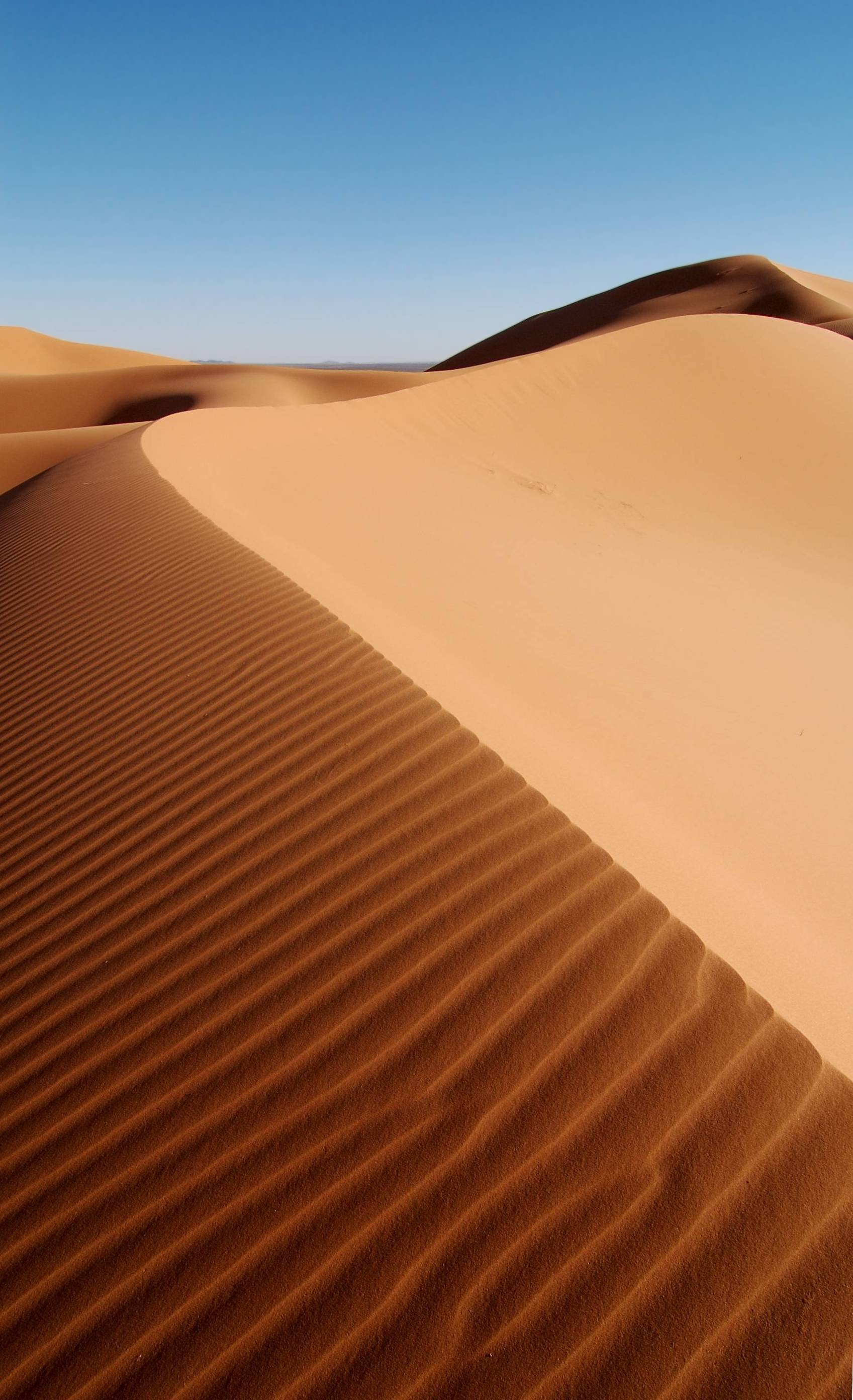
Piaski eoliczne tworzące wydmę

Osady eoliczne – osady utworzone przez wiatr podczas procesu eolicznego. Materiałem budującym skały eoliczne jest najczęściej bardzo drobny pył kwarcowy z nieznacznymi domieszkami pyłu kalcytowego i frakcji ilastej.
Materiał naniesiony przez wiatr pochodzi ze zwietrzałych skał albo z wulkanów (pył wulkaniczny). Typowymi osadami eolicznym są lessy i utwory lessopodobne oraz piaski eoliczne tworzące pola piasków przewianych lub wydmy. W wyniku ciągłego ocierania się i zderzania materiał osadzany w wyniku procesów eolicznych jest zazwyczaj dobrze obtoczony i wysortowany. Ziarna podlegają saltacji podczas transportu, a ich średnica rzadko przekracza 0,50 mm. Ziarna piasku podlegają osuwaniu się po zawietrznej stronie grzbietów wydm i w ten sposób tworzą się wielkoskalowe przekątne warstwowane struktury wydmowe. Zmiany kierunków wiatrów, erozja i wspinanie się nowych form na stare prowadzą do powstawania charakterystycznego warstwowania krzyżowego. Osady eoliczne charakteryzują się przekątnym lub krzyżowym uwarstwieniem oraz drobniejszą frakcją ziaren o matowej i dobrze oszlifowanej powierzchni.
W tak zwanych "mokrych" systemach eolicznych zmiany poziomu zwierciadła wody gruntowej umożliwiają na obszarach międzywydmowych zachowanie oraz dalszą akumulację drobniejszego materiału (ilastego i pylastego). Duża ilość dostarczanego materiału i niewielkie wahania zwierciadła wody gruntowej doprowadzają do zachowania się głównie osadów wydmowych (piasek) oraz znacznie mniejszej ilości osadów międzywydmowych, natomiast przy częstym wahaniu poziomu wód gruntowych czy nawet zalewaniu możliwe jest zachowanie znacznych miąższości materiału ilastego i pylastego.